# Overrated
Overrated è un singolo della cantante pop britannica Siobhán Donaghy, pubblicato il 16 aprile 2003 dall'etichetta discografica London.
La canzone, scritta dalla cantante insieme a Cameron McVey e Paul Simm, è tratta dall'album di debutto dell'artista, Revolution in Me.

## Tracce
CD1
1. Overrated
2. Those Anythings
3. Instances

CD2
1. Overrated
2. Thus Far
3. Overrated (Video)

CD Singolo Australiano
1. Overrated (Radio Edit)
2. Those Anythings
3. Instances
4. Overrated (Single Version)

CD Singolo Tedesco
1. Overrated (Radio Edit)
2. Thus Far
3. Those Anythings
4. Instances
5. Overrated (Single Version)

## Posizioni nelle Classifiche
| Classifica (2003) | posizione |
| ----------------- | --------- |
| Regno Unito       | 19        |
| Irlanda           | 33        |
| Paesi Bassi       | 75        |